# (12396) Amyphillips
(12396) Amyphillips est un astéroïde de la ceinture principale.

## Description
(12396) Amyphillips est un astéroïde de la ceinture principale. Il fut découvert le 24 février 1995 à Catalina Station par Carl W. Hergenrother. Il présente une orbite caractérisée par un demi-grand axe de 3,15 UA, une excentricité de 0,31 et une inclinaison de 20,1° par rapport à l'écliptique.

## Compléments